# Elżbieta Porzec
Elżbieta Porzec-Nowak (Lublin, 27 de janeiro de 1945 — 7 de junho de 2019) foi uma jogadora de voleibol da Polônia que competiu nos Jogos Olímpicos de 1968.
Em 1968, ela fez parte da equipe polonesa que conquistou a medalha de bronze no torneio olímpico, no qual atuou em sete partidas.